# Bishausen
Bishausen ist ein Ortsteil des Fleckens Nörten-Hardenberg.
Durch den Ort fließt ein kleiner Bach namens Beverbach, der in die Leine mündet.

## Geschichte
Die früheste ziemlich sicher Bishausen zuzuordnende schriftliche Erwähnung ist in einer Urkunde des Jahres 1055 im Zusammenhang mit der Gründung des Petersstifts in Nörten unter dem Namen Biscopeshusen überliefert. Allgemein kann aufgrund mehrerer ähnlich benannter Orte die Zuordnung früher Ortserwähnungen oft nicht sicher vorgenommen werden, der in der genannten Urkunde erwähnte Besitz des Petersstifts wird jedoch auch in späteren Urkunden erwähnt, so auch im Jahre 1313 eindeutig in Bischovishusen juxta castrum Hardenberg (Bishausen bei der Burg Hardenberg). Eine sehr frühe Erwähnung eines Ortes Bisihusun 826–876 aus den Corveyer Traditionen weicht von der Namensform her so stark von den späteren Überlieferungen ab, die durchgehend den Stamm biscop bzw. bischop = „Bischof“ im Bestimmungswort tragen, dass eine Zuordnung zu Bishausen nicht sicher ist.
Eine Lageplan des Ortes aus dem Jahr 1739 zeigt eine Dorfstruktur, die im Westen des Ortes von entlang der Bevertalstraße und Feldtorstraße angeordneten Häusern geprägt ist, während östlich der Kirche die Ortsstruktur eher unregelmäßig ist und sich die Bebauung auch auf den Bereich nördlich des Beverbachs erstreckt. Auf der 1784 angefertigten Karte der Kurhannoverschen Landesaufnahme werden in Bishausen 87 Feuerstellen verzeichnet. Ab 1815 gehörte Bishausen als Filial zu Bühle, obwohl das Dorf noch über eine eigene katholische Kapelle verfügte. Der schlechte Zustand dieser Kapelle brachte es jedoch mit sich, dass diese nach 1882 abgebrochen werden musste. Vorher ging der Besitz der Kapelle in die Hände der Protestanten über, welche mittels Kirchenkollekten 1883 eine neue Kapelle erbauten. Bis zu diesem Zeitpunkt hielt man die Kirchengottesdienste und das Abendmahl in der Schulstube ab, die Erwachsenen wichen darüber hinaus nach Nörten-Hardenberg, Bühle und Marienstein aus. 1888 wurde Bishausen mit Nörten-Hardenberg vereinigt. Die evangelische Gemeinde kaufte in dieser Zeit auch ein Schulhaus an, während vorher der Unterricht in der Wohnung des Lehrers abgehalten wurde.
Am 1. März 1974 wurde Bishausen in den Flecken Nörten-Hardenberg eingegliedert.

## Politik
Der Ortsrat in Bishausen setzt sich aus neun Ratsfrauen und Ratsherren zusammen. Bei der Kommunalwahl 2021 ergab sich folgendes Ergebnis und folgende Sitzverteilung:
| Ortsrat 2021Insgesamt 9 Sitze - SPD: 7 - CDU: 2 | Ortsratswahl 2021Wahlbeteiligung: 68,31 % 80706050403020100 77,3 %17,3 %5,4 % SPDCDUFBLcAnmerkungen:c Freie Bürgerliste Nörten-Hardenb. |

## Bauwerke

### Georgskapelle

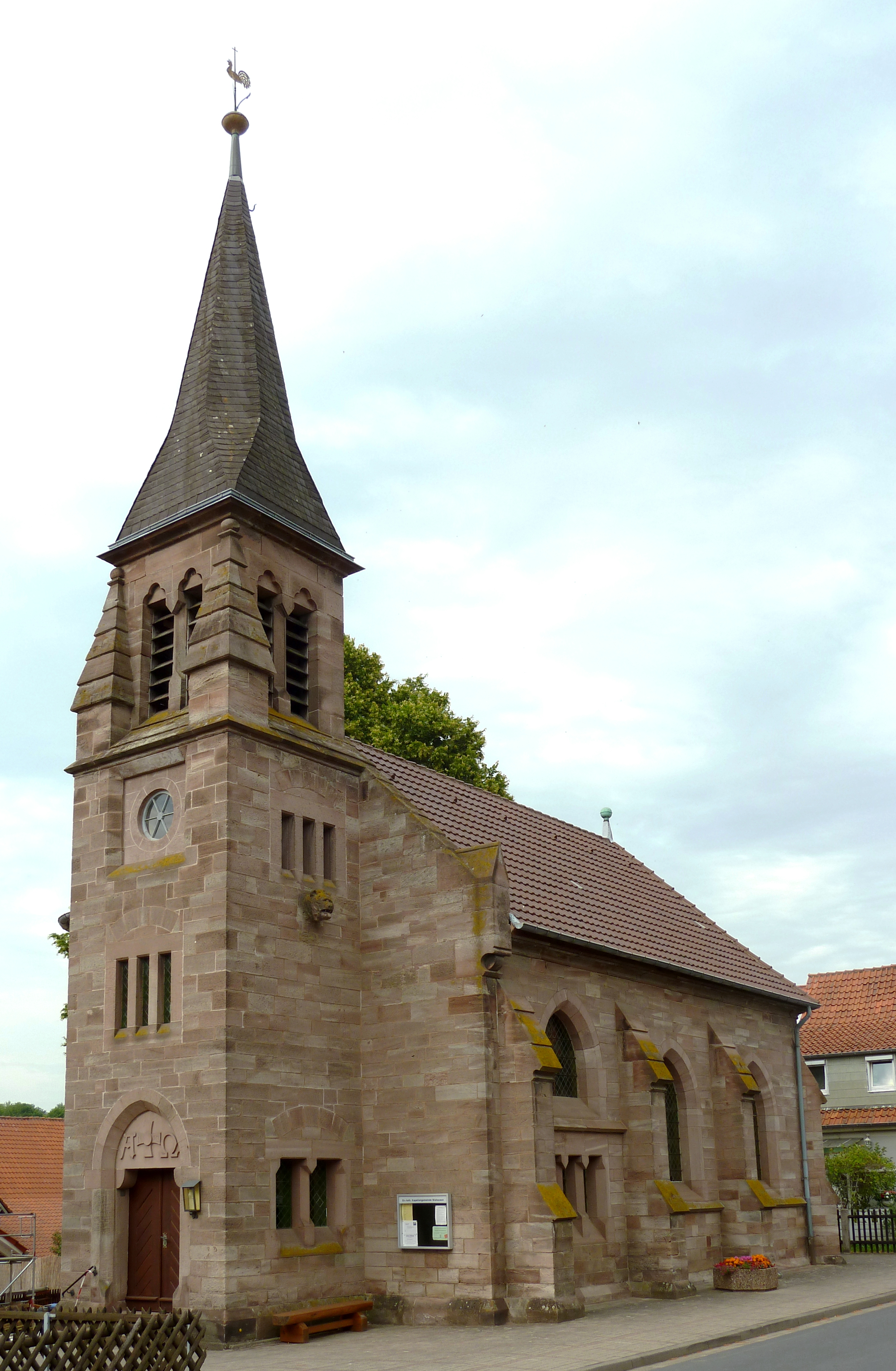
Kapelle St. Georg

Mit Hilfe von Conrad Wilhelm Hase wurde 1883 der Bau der evangelischen Kapelle St. Georg fertiggestellt. Der Baustil ist neugotisch. Ernst August spendete dem Neubau eine Orgel, die durch Carl Heyder aus Mühlhausen erbaut und 1945 durch Paul Ott instand gesetzt wurde. 1999 wurde eine Innenrenovierung durchgeführt.

### Vorwerk St. Margarethe
Zwei Kilometer ostnordöstlich des Ortes an der Straße nach Sudershausen liegt im Tal des Beverbachs das Vorwerk St. Margarethe. Es wurde wahrscheinlich im 16. Jahrhundert an der Stelle der Wüstung Oishusen errichtet und ist 1588 schriftlich erwähnt. Erhalten sind ein schlichtes zweigeschossiges Fachwerk-Wohnhaus mit Krüppelwalmdach aus der zweiten Hälfte des 18. Jahrhunderts, eine grob verputzte Scheune aus Bruchsteinmauerwerk, die in die erste Hälfte des 18. Jahrhunderts datiert wird, sowie ein Backhaus aus der Zeit um 1800.

## Wappen
Das rote Schild des Ortswappens wird durch einen Wellenschnitt horizontal geteilt. Ein Bischofsstab und Kleeblattkreuz zieren die obere Hälfte, ein Tier die untere.